# Real Club Deportivo Fabril
El Real Club Deportivo Fabril és un club de futbol centenari, filial del Deportivo de La Coruña. Es va fundar el 1914 i juga al grup I de la Segona Divisió B.

## Història
Es va fundar com a Fabril Foot-ball Club el 1914, amb un uniforme format per una samarreta de ratlles blaugrana verticals i pantaló negre.
A la temporada 1953-54, el Fabril, amb Luis Suárez a les seves files, guanya el Campionat gallec aficionat al Celta Turista. Aquell mateix any puja a Tercera Divisió. A finals de la dècada del 1950 i principis de la del 1960, el club es troba en una greu crisi econòmica. En aquest moment signa un acord amb l'altre club de la ciutat, el Deportivo, que va assumir els seus deutes i va passar a ser el seu equip filial sota el nom de Fabril Deportivo.
A la temporada 1963-64 juga, sense èxit, la promoció d'ascens a Segona Divisió. Després de passar per diverses categories, el 1991 aconsegueix el primer ascens a Segona B. El 1993 se signa un nou acord entre el Deportivo i els deu socis membres del Fabril, pel qual l'equip passa a ser federativament el Real Club Deportivo de La Coruña B.
Des de llavors, l'equip ha alternat la Segona B i la Tercera Divisió, en la qual es troba actualment. En diverses ocasions ha jugat la promoció d'ascens a Segona Divisió sense èxit.
El 10 de juliol de 2017 l'equip recuperà el seu nom tradicional, passant a anomenar-se Real Club Deportivo Fabril.

## Uniforme
- Uniforme titular: Samarreta a franges verticals blaves i blanques, pantalons blaus amb ratlla blanca, i mitges blaves.
- Uniforme alternatiu: Samarreta negra amb detalls vermells, pantalons negres amb ratlla vermella, i mitges negres.

Evolució de l'uniforme:
| -1963 | 1963- |

## Estadi
El Deportivo B juga els seus partits com a local a O Mundo do Fútbol, situat dins de la ciutat esportiva del Deportivo a la localitat d'Abegondo. L'estadi té capacitat per a 3.000 espectadors. En algunes ocasions, l'equip també ha jugat a l'Estadi Municipal de Riazor.

## Dades del club
- Temporades a Primera Divisió: 0
- Temporades a Segona Divisió A: 0
- Temporades a Segona Divisió B: 10 (comptant la 2017/18)
- Temporades a Tercera Divisió: 48
- Millor posició a la lliga: 3r (Segona B, temporada 1997-98)

## Palmarès
- Tercera Divisió (4): 2005–06, 2006–07, 2009–10, 2016-17.
- Subcampió de Tercera Divisió (3): 1999-00, 2002-03, 2014-15.